# Raul Nantes
Raul Nantes (Nova Andradina, 20 de marzo de 1990) es un jugador de balonmano brasileño que juega de lateral izquierdo en el CSM București. Es internacional con la selección de balonmano de Brasil.

## Palmarés

### Dinamo Bucarest
- Liga Națională (1): 2022
- Copa de Rumania de balonmano (1): 2022

### Selección brasileña
| Juegos Panamericanos                      | Juegos Panamericanos | Juegos Panamericanos | Juegos Panamericanos |
| Año                                       | Lugar                | Medalla              |                      |
| ----------------------------------------- | -------------------- | -------------------- | -------------------- |
| 2015                                      | Toronto              | Medalla de oro       |                      |
| 2019                                      | Lima                 | Medalla de bronce    |                      |
| Campeonato Sudamericano y Centroamericano |                      |                      |                      |
| Año                                       | Lugar                | Medalla              |                      |
| 2020                                      | Brasil               | Medalla de plata     |                      |
| 2022                                      | Brasil               | Medalla de oro       |                      |

## Clubes
| Club                        | País    | Año         |
| --------------------------- | ------- | ----------- |
| EC Pinheiros                | Brasil  | 2006        |
| Sao Caetano Andebol         | Brasil  | 2007 - 2008 |
| Ademar León                 | España  | 2009 - 2012 |
| Tremblay-en-France Handball | Francia | 2012 - 2014 |
| Bilière Handball            | Francia | 2014 - 2015 |
| BM Villa de Aranda          | España  | 2015 - 2017 |
| Helvetia Anaitasuna         | España  | 2017 - 2019 |
| Dinamo Bucarest             | Rumania | 2019 - 2020 |
| CSM București               | Rumania | 2020 - 2021 |
| Dinamo Bucarest             | Rumania | 2021 - 2022 |
| Al Ahly                     | Egipto  | 2022 - 2023 |
| Limoges Hand 87             | Francia | 2023        |
| CSM București               | Rumania | 2024 - Act. |